# Rodoanel Metropolitano de Manaus
Rodoanel Metropolitano de Manaus - Rapidão, também conhecido simplesmente como Rodoanel, é um anel rodoviário de 37,8 quilômetros de extensão que circunda o município de Manaus, capital do estado do Amazonas.

## História
Dada a vasta extensão da área urbana da cidade de Manaus, o trânsito intenso nas principais vias e o escoamento da produção de seu Polo Industrial, a idealização de uma via perimetral que circundasse a metrópole foi apreciada por urbanistas no fim do século XX.
Após diversos estudos sobre a viabilidade do rodoanel em Manaus, em 2013 o Governo do Estado do Amazonas assinou o contrato para execução das obras, porém nada saiu do papel e o projeto ficou engavetado até 2019, ano em que as obras foram iniciadas.

## Trechos
Dividido em três etapas, o projeto totaliza 37,8 quilômetros de vias rápidas e modernas que vai interligar as zonas Norte, Sul, Leste e Oeste da cidade de Manaus.

### Sul
Depois de uma década, após uma série de desapropriações e emissão de licenças ambientais, a primeira etapa do rodoanel (anel sul) foi entregue em 23 de outubro de 2023 com 8,7 quilômetros de extensão, iniciando no Viaduto Lydia da Eira Corrêa, Zona Norte, e seguindo até o encontro das avenidas do Turismo e Santos Dumont, Zona Oeste da capital amazonense.

### Leste
A segunda etapa, denominada anel leste, inicia na avenida dos Oitis, no Distrito Industrial, e vai até a avenida Margarita (Jardim Botânico de Manaus).
Em 15 de janeiro de 2024 o Governo do Estado do Amazonas entregou o segundo trevo do rodoanel localizado no bairro Distrito Industrial II.

### Interligação
A terceira etapa, com 10,8 quilômetros de extensão, contemplará a modernização das avenidas José Henriques e Margarita e a interligação das etapas um e dois.